# Ugo Ceccarelli
Ugo Ceccarelli (11 marzo 1911 – Milano, 1940) è stato un pentatleta italiano.

## Biografia
Nato nel 1911, a 25 anni partecipò ai Giochi olimpici di Berlino 1936, terminando 15º nell'individuale con 93.5 punti (11'34"3 e 82 penalità nell'equitazione, 20 punti nella scherma, 190 punti nel tiro a segno, 5'20"2 nel nuoto e 14'36"2 nella corsa).
Morì nel 1940, nel contesto della seconda guerra mondiale.